# Суперсиметрія (альбом)
Суперсиметрія — четвертий студійний альбом українського гурту «Океан Ельзи», випущений 2003 року лейблом «Lavina Music».
За півроку платівка стала двічі платиновою — у жовтні «Lavina Music» заявили, що від березня до 1 жовтня 2003 року в Україні продано 200 000 ліцензійних дисків з альбомом Суперсиметрія. «Океан Ельзи» першими в Україні досягнули таких цифр.

## Назва альбому
Назва альбому, очевидно, походить від однойменної назви фізичної теорії елементарних частинок, зокрема для проявів якої було побудовано Великий адронний колайдер. Дана теорія створена як продовження або покращення теорії Стандартної моделі елементарних частинок. Суперсиметрія передбачає наявності для кожної елементарної частинки суперсиметричного партнера. Так кожен бозон має суперсиметричного партнера ферміона і навпаки, кожен ферміон має суперсиметричного партнера бозона. Тобто «Океан Ельзи» наводять оригінальну алюзію кохання та існування для кожної людини її партнера, що цілком не дивно, адже С. Вакарчук є кандидатом фізико-математичних наук, а тема його дисертації пов'язана саме з теорією Суперсиметрії. В англійській літературі часто використовують скорочену форму, абревіатуру, цього слова, а саме SUSY (чит. як «с'юзі», від SUperSYmmetry), що є назвою однієї з пісень альбому.

## Композиції
Автор слів Святослав Вакарчук. 
| #     | Назва                      | Автор музики             | Тривалість |
| ----- | -------------------------- | ------------------------ | ---------- |
| 1.    | «Кішка»                    | С. Вакарчук              | 3:51       |
| 2.    | «Дівчина (з іншого життя)» | С. Вакарчук              | 3:38       |
| 3.    | «Вільний»                  | С. Вакарчук              | 3:49       |
| 4.    | «Susy»                     | С. Вакарчук              | 4:00       |
| 5.    | «Мене»                     | С. Вакарчук              | 3:24       |
| 6.    | «Для тебе»                 | С. Вакарчук              | 3:53       |
| 7.    | «Леді»                     | С. Вакарчук              | 2:50       |
| 8.    | «Майже весна»              | С. Вакарчук              | 4:11       |
| 9.    | «Холодно»                  | С. Вакарчук              | 4:32       |
| 10.   | «Віддам»                   | С. Вакарчук              | 3:58       |
| 11.   | «Невидима сім'я»           | С. Вакарчук / П. Гудімов | 4:19       |
| 42:45 |                            |                          |            |

## Музиканти

### «Океан Ельзи»
1. Святослав Вакарчук — вокал
2. Павло Гудімов — електрогітара, акустична гітара
3. Юрій Хусточка — бас-гітара
4. Дмитро Шуров — рояль, Fender Rhodes, Hammond Organ B-3, синтезатор
5. Денис Глінін — барабани, перкусія

### Запрошені музиканти
- Лідія Тутола, Анна Чайковська — бек-вокал
- Олег Яшник — акустична гітара в пісні «Дівчина»
- Сергій Товстолузький, Віталій Телезін — синтезатори
- Владислав Міцовський — перкусія
- група струнних: Лілія Бабашина, Семен Лебедєв, Анфіса Евенко, Тетяна Казакова, Сергій Казаков, Антон Скакун, Юлія Істоміна, Марія Капшученко, Кирило Шарапов, Оксана Кацапська, Ліза Гурович, Іра Гаврилова, Олександр Тройно, Марта Пуриж, Олександр Савченко, Ігор Баринін.